# Интернациональное (Лейлекский район)

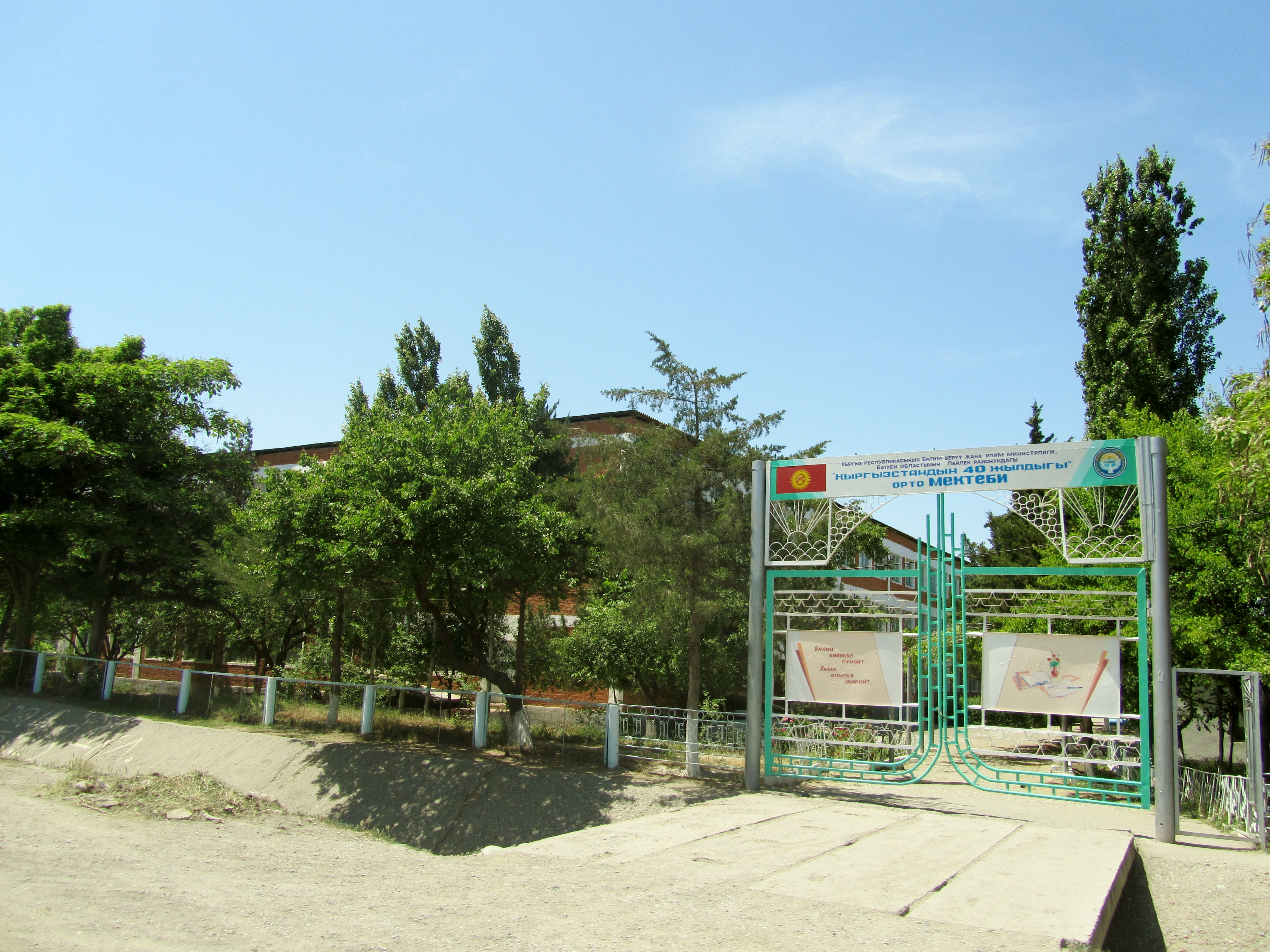

Интернациональное (кирг. Интернациональное) — село в Лейлекском районе Баткенской области Кыргызстана. Входит в состав Кулундинского аильного округа.  Расположено на юго-западе республики.
В 2020 году население составляло 4628 жителей, в 2009 году проживало 3 560 человек.